# Villeneuve-Lécussan
Villeneuve-Lécussan is een gemeente in het Franse departement Haute-Garonne in de regio Occitanie en telt 543 inwoners (2004). De plaats maakt deel uit van het arrondissement Saint-Gaudens.

## Geografie
De oppervlakte van Villeneuve-Lécussan bedraagt 15,9 km², de bevolkingsdichtheid is 34,2 inwoners per km².
De onderstaande kaart toont de ligging van Villeneuve-Lécussan met de belangrijkste infrastructuur en aangrenzende gemeenten.

## Demografie
Onderstaande figuur toont het verloop van het inwonertal (bron: INSEE-tellingen).